# Kiss me Aishiteru
«Kiss me Aishiteru» (Kiss me 愛してる?  Besame que te amo) es el decimoquinto sencillo de ℃-ute y  el primero de 2011. El sencillo fue lanzado el 23 de febrero de 2011 en ediciones limitadas A, B y regulares, ambas ediciones limitadas con DVD extra. Las ediciones limitadas y la primera edición de la edición regular venían con una tarjeta con el número de serie, que podía ganar un boleto para uno de los eventos de lanzamiento del sencillo al ingresar a la lotería.

## Lista de canciones

### CD
- Kiss me Aishiteru
- Hatachi Mae no Onna no Ko (二十歳前の女の子 Niña de 20 Años)
- Kiss me Aishiteru (Instrumental)

### Edición Limitada A (DVD)
- Kiss me Aishiteru (Ball Chair Ver.)

### Edición Limitada B (DVD)
- Kiss me Aishiteru (Metal Balloon Ver.)

### Single V
- Kiss me Aishiteru (MV)
- Kiss me Aishiteru (Close-up Ver)
- Making of (メイクング映像)

### Event V
- Kiss me Aishiteru (Maimi Yajima Solo Ver.)
- Kiss me Aishiteru (Saki Nakajima Solo Ver.)
- Kiss me Aishiteru (Airi Suzuki Solo Ver.)
- Kiss me Aishiteru (Chisato Okai Solo Ver.)
- Kiss me Aishiteru (Mai Hagiwara Solo Ver.)

## Miembros Presentes
- Maimi Yajima
- Saki Nakajima
- Airi Suzuki
- Chisato Okai
- Mai Hagiwara